# Estela Rodríguez
Estela Rodríguez Villanueva (Palma Soriano, 12 de novembro de 1967 – Havana, 10 de abril de 2022) foi uma judoca de Cuba, possuidora de 4 medalhas dos Jogos Pan-Americanos sendo na classe pesado Bronze em 1987 e ouro em 1991. Na classe open possui prata em 1987 e ouro em 1991. Também conquistou duas medalhas de prata nos Jogos Olímpicos de Verão, nos anos de 1992 e 1996. Morreu no dia 10 de abril de 2022, aos 54 anos.